# レイランドヒノキ
レイランドヒノキ（学名: × Hesperotropsis leylandii）は、裸子植物ヒノキ科イトスギ属のモントレーイトスギ（Hesperocyparis macrocarpa）とアラスカヒノキ（Callitropsis nootkatensis）の交雑種である（図1）。両親種は北米原産（分布域は離れている）であるが、イギリスで植栽されていたものの間で偶然交雑が起こり、レイランドヒノキが生まれた。成長が速い常緑針葉樹であり、観賞用に公園や庭園、生垣などに植えられている。急速に大きくなるため、日照権の問題を引き起こすことがある。

## 特徴
常緑高木となる針葉樹である（図1, 2a）。大きなものは高さ40メートル (m) に達する（図1, 2a）。樹皮は褐色。樹冠は円錐形。小枝は平面状に分枝し、垂下せず斜上し、鱗片状の葉で覆われる（下図2b, c）。葉は長さ2–4ミリメートル (mm)、ヒノキなどに比べて細長く、やや青みを帯びた緑色（下図2b）。枝葉の裏面はやや色が薄く気孔帯が存在するが目立たず、表裏の違いは明瞭ではない。徒長枝や幼い枝では、葉は針状。褐色で球形の球果を形成する（下図2c）。ただし基本的に不稔であり、挿し木によって増やす。
レイランドヒノキは、成長が非常に速く、若木は1年間に 1 m 以上成長し、15年で高さ 15 m に達することもある。

## 歴史
レイランドヒノキはモントレーイトスギ（下図3a）とアラスカヒノキ（下図3b）の雑種であり、両種は北米西岸に分布するが、分布域は600キロメートル以上離れており、自然交配することは困難である。この両親となった2つの針葉樹は近縁種ではなかったが、英国人のプラントハンターが米国のオレゴンからアラスカヒノキ（別名：イエローシダー）を、カリフォルニアからモントレーイトスギが持ち帰られたとき、イギリスのウェールズ中部の庭園に植栽された2種の間で雑種が形成され、レイランドヒノキが生まれた。
ウェールズにあるレイトンホール（Leighton Hall; 下図3c）の庭園には、モントレーイトスギとアラスカヒノキが近くに植栽されていたが、1888年に特徴的な形質をもつ雑種（モントレーイトスギを花粉親とする）が Christopher John Leyland (クリストファー・レイランド：1849–1926) によって発見された。この新しい針葉樹は、庭園の所有者レイランドの名に因んでレイランドヒノキとよばれている。彼の別の領地となったハガーストン城（Haggerston Castle）に持ち込まれた株は、北海からの風が強い環境でも極めて良好に生育した。また、アラスカヒノキを花粉親とする雑種（‘Leighton Green’）も作成された。
イギリスでは、風が強く土壌の塩分濃度が高い土地でも育つ、細長く成長が速い樹木が造園業者によって求められていた。彼らは Christopher John Leyland が残したレイランドヒノキを見い出し、これを増やし、その塩害耐性、耐寒性などを大きく宣伝した。その結果、イギリスの園芸店において売り上げの大きな部分を占める商品となった。レイランドヒノキは、1941年と1969年に英国王立園芸協会賞を受賞している。1970年代後半になると、繁殖技術の改良により、挿し木で確実に大量生産できるようになると、レイランドヒノキは庶民でも手の届きやすい植栽の樹種となった。郊外の住宅地で暮らすイギリス人は、隣地との目隠し用の生け垣に適していたレイランドヒノキに注目してその需要が増え、1990年代初頭には、一般のイギリス人が植える木の約半数がレイランドヒノキになっていた。ただし、21世紀になると、成長が速く在来種に悪影響を与える外来植物として扱われることもある。

## 園芸
レイランドヒノキは、公園や庭園、生垣、防風林などに植栽されている（下図4a）。特に英国では、このような用途で最も一般的な植物の1つである。クリスマスツリーとしても利用される。
レイランドヒノキは、アラスカヒノキから丈夫さを、モントレーイトスギから早い成長速度をそれぞれ受けついでいる。陽地を好む。多様な土質やpHで生育可能であり、塩害などに強く、栽培は容易である。剪定、刈り込みに強い。成長が速く病虫害に遭いやすいため、外観を保つためには定期的な剪定を必要とする。根が比較的浅いため、夏季が高温になる地域にはあまり適しておらず、また大きなものは強風などによって倒れることがある。葉の成分によって、皮膚炎が引き起こされることがある。
虫害を受けやすく、ミノガ類は数週間で木全体の葉を食い尽くしてしまうことがある。また菌類による病害も多く、特にナラタケ属（担子菌）やエキビョウキン（卵菌）による根腐れ病、Seiridium（子嚢菌）による樹脂胴枯病、Botryosphaeria（子嚢菌）による枝枯病などが問題となる。

### 園芸品種
以下のように多数の園芸品種が存在する。
- ‘Blue Eyes’
- ‘Castlewellan Gold’[3] … 矮小で新葉は黄色（上図4b）
- ‘Emerald Isle’ … 葉は鮮緑色
- ‘Golconda’ … 葉は1年中黄色
- ‘Gold Nugget’ … 小型で葉は黄色
- ‘Gold Rider’（ゴールドライダー）… 小枝は、夏は濃黄色、冬は黄色で先端が緑色
- ‘Green Spire’ … 樹冠は細い円筒形
- ‘Haggerston Grey’ … 葉は青緑色から灰緑色
- ‘Irish Mint’ … 葉は明緑色、成長速度が遅い
- ‘Jubilee’ … 葉は黄色
- ‘Leighton Green’ … 大きくなり、葉は濃緑色
- ‘Naylor's Blue’ … 樹冠は広がり、葉は青緑色（上図4c）
- ‘Rico’ … 矮小
- ‘Robinson's Gold’ … 葉は明黄色から黄緑色
- ‘Silver Dust’（シルバーダスト）… 小枝は広く広がり、葉は青緑色で白い斑が入る
- ‘Star Wars’ … 葉はクリーム色

### トラブル
レイランドヒノキは成長が速いため、しばしば光を遮って日照権を巡る問題となる。生垣に利用した場合、隣家との間で深刻なトラブルの原因になることもある。隣家のレイランドヒノキのせいで日陰になり、土壌が酸性化した庭では、ほとんどの植物が生き残れなかった。低層階の住人が眺望の悪化に腹を立てただけではなく、園芸愛好家たちがこの木に不快感を示し、高級志向の人々が成金向けの俗っぽい木と決めつけたため、階級間の対立が浮き彫りになった。1990年代にはレイランドヒノキをめぐり、いくつかの事件が世間の注目を集め、マスコミも生け垣による日照不足をめぐる隣人同士のトラブルを好んで取り上げるようになった。
暴力沙汰や殺人事件にまで発展することもあり、2001年には環境庁職員のランディス・バードン（当時57歳）がポーイス州タリボン・オン・ウスクでの、レイランドヒノキの生垣を巡る争いで銃殺される事件があった。2005年には、高い生垣（通常レイランドヒノキだが、それ以外の樹種を含む）による日照被害に直面した人々が自治体に生垣に関する問題調査を依頼し、イングランドおよびウェールズ当局に生垣の高さを低くしてもらうよう依頼できる道を開く法律が成立した（反社会的行動禁止令2003の第8章）。2008年5月には、隣家が植えた100本のレイランドヒノキによる日照不足に悩まされたケースで、24年間の法廷論争の結果、木の先端を切りつめるよう命じる判決が出たことが話題となった。

## 名称
Leyland cypress（レイランドヒノキ）の名は、上記のように発見者である Christopher John Leyland に由来する。
レイランドヒノキの学名（× Hesperotropsis leylandii）のうち、属名（× Hesperotropsis）は両親種であるモントレーイトスギ（Hesperocyparis macrocarpa）とアラスカヒノキ（Callitropsis nootkatensis）のそれぞれの属名を組み合わせたものであり、種小名（leylandii）は発見者である Christopher John Leyland の姓に由来する。両親種の属がしばしば変更されてきたため、それに応じて本雑種の属も Cupressus、× Cupressocyparis、× Cuprocyparis、× Neocupropsis とされたことがある。